# Sretni gradovi
Sretni gradovi je hrvatska dokumentarno-putopisna televizijska emisija kroz koju autorica, novinarka i scenaristica Martina Validžić putuje u razne gradove diljem svijeta i istražuje što stanovnike čini sretnima. Emisija je imala premijeru na Weekend Media Festivalu u Rovinju, 22. rujna 2023. gdje se prikazala prva epizoda. Premijerno se prikazuje na Prvom programu HRT-a od 3. listopada 2023.
Emisija je osvojila nagradu Zlatni studio 2024. godine u kategoriji Najbolja TV emisija.
Druga sezone emisije krenula je s prikazivanjem 12. studenoga 2024.

## Pregled emisije
| Sezona | Sezona           | Epizode          | Epizode          | Originalno emitiranje | Originalno emitiranje |
| Sezona | Sezona           | Epizode          | Epizode          | Premijera             | Finale                |
| ------ | ---------------- | ---------------- | ---------------- | --------------------- | --------------------- |
|        | 1.               | 6                | 6                | 3. listopada 2023.    | 7. studenoga 2023.    |
|        | Božićni specijal | Božićni specijal | Božićni specijal | 25. prosinca 2023.    | 25. prosinca 2023.    |
|        | 2.               | 5                | 5                | 12. studenoga 2024.   | 17. prosinca 2024.    |

### Prva sezona (2023.)
| Epizoda | Naslov       | Redatelj            | Datum prikazivanja  |
| ------- | ------------ | ------------------- | ------------------- |
| 1.      | "Kopenhagen" | Dubravko Prugovečki | 3. listopada 2023.  |
| 2.      | "Reykjavik"  | Dubravko Prugovečki | 10. listopada 2023. |
| 3.      | "Lisabon"    | Dubravko Prugovečki | 17. listopada 2023. |
| 4.      | "Ljubljana"  | Dubravko Prugovečki | 24. listopada 2023. |
| 5.      | "Beč"        | Dubravko Prugovečki | 31. listopada 2023. |
| 6.      | "Rim"        | Dubravko Prugovečki | 7. studenoga 2023.  |

### Božićni specijal
| Epizoda | Naslov       | Redatelj         | Datum prikazivanja |
| ------- | ------------ | ---------------- | ------------------ |
| S.      | "Rovaniemi " | Martina Validžić | 25. prosinca 2023. |

### Druga sezona (2024.)
Druga sezona snimala se tijekom travnja 2024. u New Yorku, Nashvilleu i Miamiju, tijekom rujna 2024. u San Franciscu i Anchorageu, dok uskoro kreće i snimanje u Las Vegasu za zadnju epizodu.
| Epizoda | Naslov          | Redatelj         | Datum prikazivanja  |
| ------- | --------------- | ---------------- | ------------------- |
| 1.      | "New York"      | Martina Validžić | 12. studenoga 2024. |
| 2..     | "Nashville"     | Martina Validžić | 19. studenoga 2024. |
| 3.      | "Miami"         | Martina Validžić | 26. studenoga 2024. |
| 4.      | "San Francisco" | Martina Validžić | 3. prosinca 2024.   |
| 5.      | "Anchorage"     | Martina Validžić | 10. prosinca 2024.  |
| 6.      | "Las Vegas"     | Martina Validžić | {17. prosinca 2024. |

## Vanjske poveznice
- Službena stranica na HRT-u